# عمر محمد عمر
عمر محمد عمر (1970-25 ديسمبر 2008)، لاعب كرة سلة ومدرب صومالي. كان مدربا للمنتخب الصومالي من عام 2007 حتى وفاته.  وعضو ومدرب منتخب الصومال لكرة السلة، توفي في حادث سيارة في إنجلترا في 25 ديسمبر 2008. 